# Drosophila persicae
Drosophila persicae este o specie de muște din genul Drosophila, familia Drosophilidae, descrisă de Bock și Parson în anul 1978. Conform Catalogue of Life specia Drosophila persicae nu are subspecii cunoscute.